# 晒版
晒版是一种生产工序，即把胶片、半透明纸、重氮片和其它在有图案的部分能透过光线的薄的平面材料，紧紧地贴附在覆有感光物质的基材上，点燃曝光灯，灯光透过图案，象盖印一样把图案转移到涂有感光物质的基材上，使基材被曝光后获得了图案的潜影。
常見的案例如：印刷厂里用有图案的胶片放在涂有感光物质的铝板-PS版上曝光；电子厂里用有图案的重氮片放在涂有感光湿膜或覆有感光干膜的线路板基材上曝光。在絲网印刷工艺中，使用一种俗称硫酸纸的半透明纸，将印有图案的硫酸纸覆在涂有感光胶的絲网上进行曝光。